# Francisco de Sales Alencar Batista
Mons. Francisco de Sales Alencar Batista, O. Carm. (* 17. dubna 1968 Araripina) je brazilský římskokatolický duchovní, karmelitán a biskup Mossoró.

## Život
Narodil se 17. dubna 1968 v Araripině.
Vstoupil do Řádu karmelitánů a započal své studium kněžství. Filosofické vzdělávání získal na Karmelitánském institutu filosofie v Olindě a teologické na Milltown Institute of Theology and Philosophy v Dublinu. Dne 29. listopadu 1995 byl vysvěcen na kněze. Získal též licenciát ze spiritualita teologie na Papežské fakultě Teresianum v Římě.
Po vysvěcení na kněze působil jako formátor studentů filosofie a jako rektor baziliky v Recife. Byl zvolen převorem-provinciálem karmelitánské provincie Pernambuco a podpřevorem mezinárodní komunity Sant’Alberto v Římě. Před jmenováním biskupem vykonával funkci generálního sekretáře Řádu karmelitánů.
Dne 8. června 2016 jej papež František jmenoval biskupem Cajazeirasu. Biskupské svěcení přijal 14. srpna z rukou arcibiskupa Antônia Muniz Fernandese a spolusvětiteli byli arcibiskup Fernando Antônio Saburido a biskup José Gonzalez Alonso. Dne 18. listopadu 2023 byl převeden do úřadu biskupa diecéze Mossoró.